# 에밀 하하

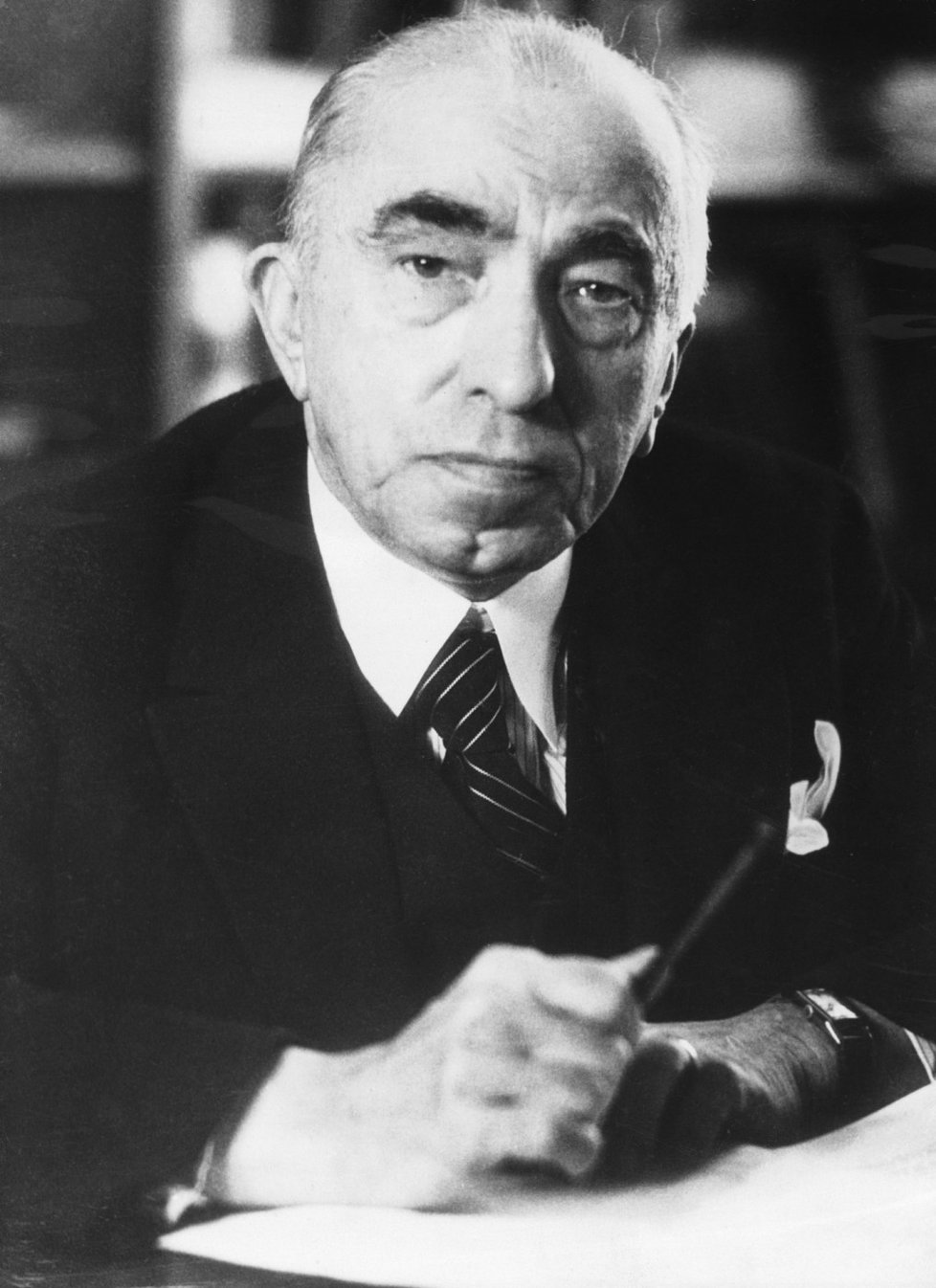
에밀 하하(1940년)

에밀 도미니크 요제프 하하(체코어: Emil Dominik Josef Hácha, 1872년 7월 12일 ~ 1945년 6월 26일)는 체코슬로바키아의 변호사, 정치인으로, 1938년부터 1945년까지 체코슬로바키아의 대통령을 지냈으며, 1939년부터 1945년까지 독일의 괴뢰 국가인 보헤미아-모라바 보호령의 대통령을 지냈다.
그는 1896년 프라하 대학교 법학과를 졸업했다. 이후 1898년부터 1916년까지 보헤미아 지방 법원 판사로 근무했으며, 1916년부터 1918년까지 빈 행정 법원 판사로 근무했다. 1919년 체코슬로바키아가 독립한 이후 대법관에 임명되었으며, 1925년부터 1938년까지 체코슬로바키아 대법원장을 지냈다. 또한 그는 영미법과 국제법에 능했으며, 영어로 된 문학 작품을 체코어로 번역하기도 했다.
그는 1938년 에드바르트 베네시가 뮌헨 협정 을 이유로 대통령직을 사임하자 같은 해 11월 30일에 대통령에 취임했다. 이후 1939년 3월 14일 과 3월 15일까지 독일 베를린에서 열린 아돌프 히틀러와의 회담에서 보헤미아와 모라바를 독일에 넘겨준다는 내용의 조약에 서명했으며, 독일이 1939년 3월 16일에 체코슬로바키아를 점령하자 아돌프 히틀러와 콘스탄틴 폰 노이라트에 충성하겠다는 내용의 맹세를 했다.
그는 1939년부터 1945년까지 독일의 괴뢰 국가인 보헤미아-모라바 보호령의 대통령을 지냈으며, 1945년 5월 9일 소련군이 프라하를 함락한 이후 국가 반역죄로 체포되었다. 이후 1945년 6월 26일에 병으로 사망했다.

## 역대 선거 결과
| 선거명      | 직책명                  | 대수 | 정당   | 득표율 | 득표수 | 결과 | 당락 |
| ----------- | ----------------------- | ---- | ------ | ------ | ------ | ---- | ---- |
| 1938년 선거 | 체코슬로바키아의 대통령 | 3대  | 무소속 | 87.18% | 272표  | 1위  |      |